# 유튜브 스튜디오

유튜브 스튜디오(YouTube Studio, 유튜브 크리에이터 스튜디오, YouTube Creator Studio)는 미국의 동영상 공유 플랫폼 유튜브가 만든 플랫폼이다. 유튜브 스튜디오를 사용하면 콘텐츠 제작자가 유튜브에서 자신의 온라인 인지도를 관리하고 시청자 참여를 분석하며 유튜브 파트너 프로그램에 참여하는 경우 수익을 창출할 수 있다.

## 역사
2005년에 유튜브는 크리에이터 스튜디오 클래식(Creator Studio Classic)을 출시했다. 2019년에는 구글의 머티리얼 디자인 사용자 인터페이스에 맞추기 위해 유튜브 스튜디오가 대대적으로 개편되었다.
2019년 11월까지 크리에이터 스튜디오 클래식 액세스는 브랜드가 변경된 '유튜브 스튜디오'를 위해 점차적으로 폐지되어 약 150,000명의 크리에이터를 대체하게 되었다. 그 영향은 2020년 1월 유튜브 채널의 1%에서 2020년 4월까지 100%로 확대되었다.

## 특징
유튜브 스튜디오는 뉴스 및 개인 알림을 위한 대시보드, 플랫폼에서 자신의 동영상에 대한 일반 관리, 채널 분석, 수익 창출 및 저작권 관리, 채널 맞춤설정을 위한 기타 리소스 및 도구를 포함하여 제작자가 자신의 채널을 관리할 수 있는 기능을 제공한다.